# Centistes choui
Centistes choui är en stekelart som beskrevs av Sergey A. Belokobylskij 2000. Centistes choui ingår i släktet Centistes och familjen bracksteklar. Inga underarter finns listade.